# مرض فيروس كورونا

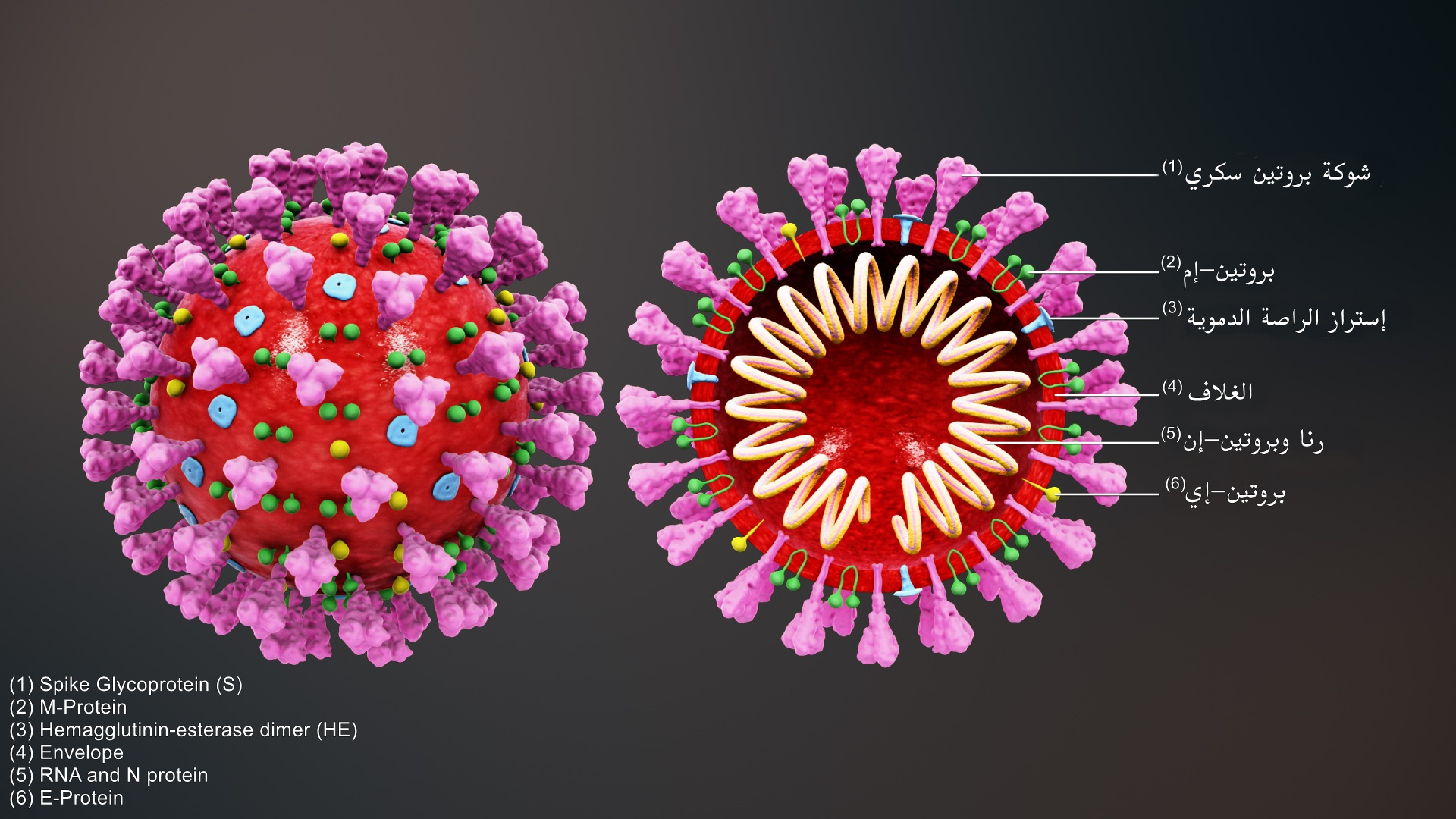
نموذج لمقطع عرضي في فيروس كورونا

مرض فيروس كورونا (اختصارًا COVID) أو متلازمة فيروس كورونا التنفسية أو ذات رئة فيروس كورونا أو إنفلونزا فيروس كورونا أو أي تسميةٍ أُخرى، هو مرضٌ يحدث بسبب أعضاء فصيلة فيروس كورونا (CoV).
تُسبب فيروسات كورونا مجموعةً من الأمراض المختلفة وتتضمن المتلازمة التنفسية الحادة الوخيمة (سارس)، ومتلازمة الشرق الأوسط التنفسية (ميرس)، ومرض فيروس كورونا 2019 (كوفيد-19). قد تؤدي فيروسات كورونا أيضًا إلى أنواعٍ من الزكام أو الإنفلونزا.
حدثت تفشي فيروس كورونا 2019–20 بسبب كوفيد-19 حيثُ أعلنت جائحةً بواسطة منظمة الصحة العالمية (WHO) في 11 مارس 2020. سُجلت العديد من حالات الانتقال في جميع مناطق منظمة الصحة العالمية. حصل مرض فيرس كورونا 2019 (كوفيد-19) بسبب فيروس كورونا المرتبط بالمتلازمة التنفسية الحادة الشديدة النوع 2 (سارس-كوف-2).

## أمراض فيروس كورونا
|                          | ميرس-كوف         | سارس-كوف         | سارس-كوف-2      |
| ------------------------ | ---------------- | ---------------- | --------------- |
| المرض                    | ميرس             | سارس             | كوفيد 19        |
| التفشيات                 | 2012، 2015، 2018 | 2002-2004        | جائحة 2019-2021 |
| الوبائيات                |                  |                  |                 |
| تاريخ أول حالة محددة     | يونيو 2012       | نوفمبر 2002      | ديسمبر 2019     |
| مكان أول حالة محددة      | جدة، السعودية    | غوانغدونغ، الصين | ووهان، الصين    |
| متوسط العمر              | 56               | 44               | 56              |
| نسبة الجنس (ذ:إ)         | 3.3:1            | 0.8:1            | 1.6:1           |
| الحالات المؤكدة          | 2494             | 8096             | 668٬843٬945     |
| الوفيات                  | 858              | 774              | 6٬739٬355       |
| نسبة الحالات المتوفية    | 37%              | 9.2%             | 1٫01%           |
| الأعراض                  |                  |                  |                 |
| الحمى                    | 98%              | 99–100%          | 87.9%           |
| السعال الجاف             | 47%              | 29–75%           | 67.7%           |
| ضيق النفس                | 72%              | 40–42%           | 18.6%           |
| الإسهال                  | 26%              | 20–25%           | 3.7%            |
| التهاب الحلق             | 21%              | 13–25%           | 13.9%           |
| استخدام التنفس الاصطناعي | 24.5%            | 14–20%           | 4.1%            |
| ملاحظات 1. 2.            |                  |                  |                 |

### السارس
أدت المتلازمة التنفسية الحادة الوخيمة (سارس) في 2003 إلى تفشي 2002-2004. أُصيب أكثر من 8000 شخص من 29 دول مختلفة، وتوفي على الأقل 774 شخص في جميع أنحاء العالم.

### الميرس
حُددت متلازمة الشرق الأوسط التنفسية (ميرس) في عام 2012. أدت إلى تفشي 2012 في الشرق الأوسط، وتفشي 2015 في كوريا الجنوبية، وتفشي 2018 في السعودية.

### كوفيد-19
أدى فيروس كورونا المرتبط بالمتلازمة التنفسية الحادة الشديدة النوع 2 (سارس-كوف-2) إلى مرض فيروس كورونا 2019، الذي بدأ في 2019 بحدوث تفشي ذات الرئة في ووهان في الصين، وسبب جائحة فيروس كورونا 2019–20.

## فيروسات كورونا
فيروسات كورونا في فيروسات تسبب أمراضًا في الثدييات والطيور. تسبب في البشر عدوى الجهاز التنفسي والتي قد تؤدي إلى أمراضٍ تتراوح بين طفيفة إلى شديدة.
توجد 6 أنواعٍ معروفةٍ من فيروسات كورونا البشرية، منها أربعةٌ تسبب الزكام أو الأمراض التنفسية الشائعة: فيروس كورونا البشري 229E، وفيروس كورونا البشري NL63، وفيروس كورونا البشري OC43، وفيروس كورونا البشري HKU1.‏
يوجدُ نوعين آخرين يُسببان أعراضًا شديدة وقد تكون قاتلة: فيروس كورونا المرتبط بمتلازمة الشرق الأوسط التنفسية (MERS-CoV)، بالإضافة إلى سلالتين من السارس: فيروس كورونا المرتبط بالمتلازمة التنفسية الحادة الشديدة النوع 1 (SARS-CoV) وفيروس كورونا المرتبط بالمتلازمة التنفسية الحادة الشديدة النوع 2 (SARS-CoV-2)‏.

### صور

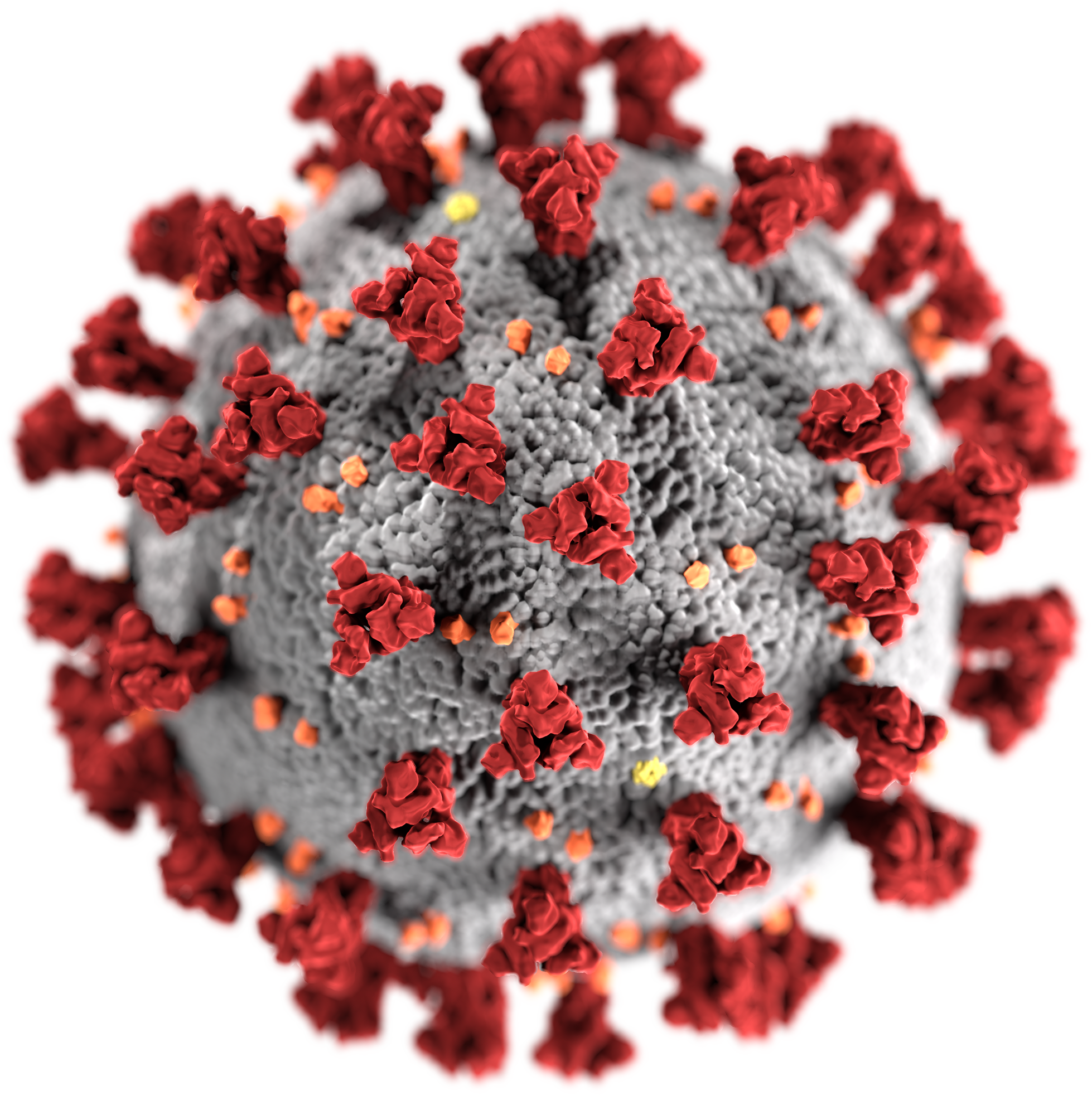
توضيحٌ للفيروس المسبب لمرض فيروس كورونا 2019
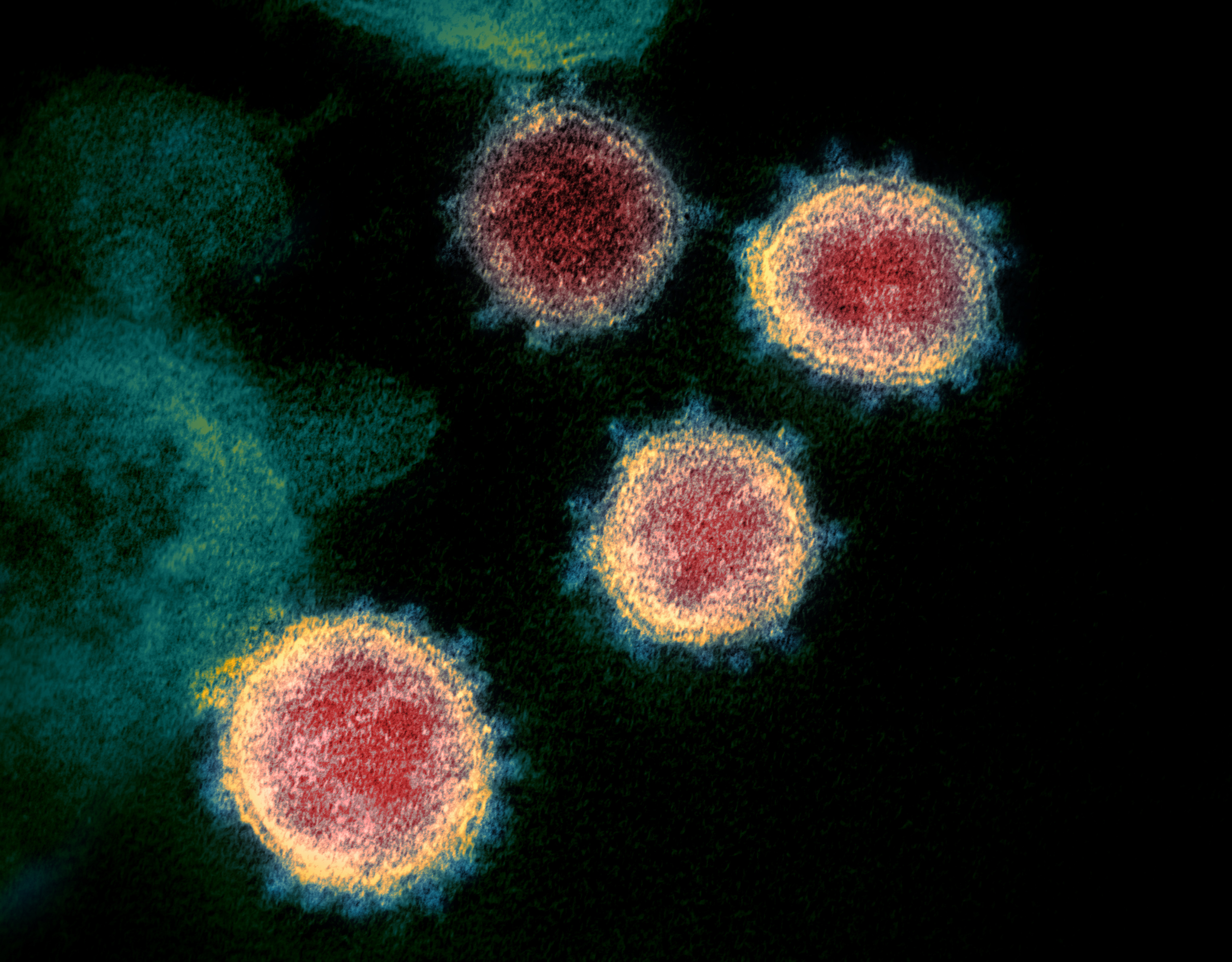
صورةٌ بالمجهر الإلكتروني النافذ لفيروس كورونا المرتبط بالمتلازمة التنفسية الحادة الشديدة النوع 2 (SARS-CoV-2) المعزول من مريضٍ في الولايات المتحدة
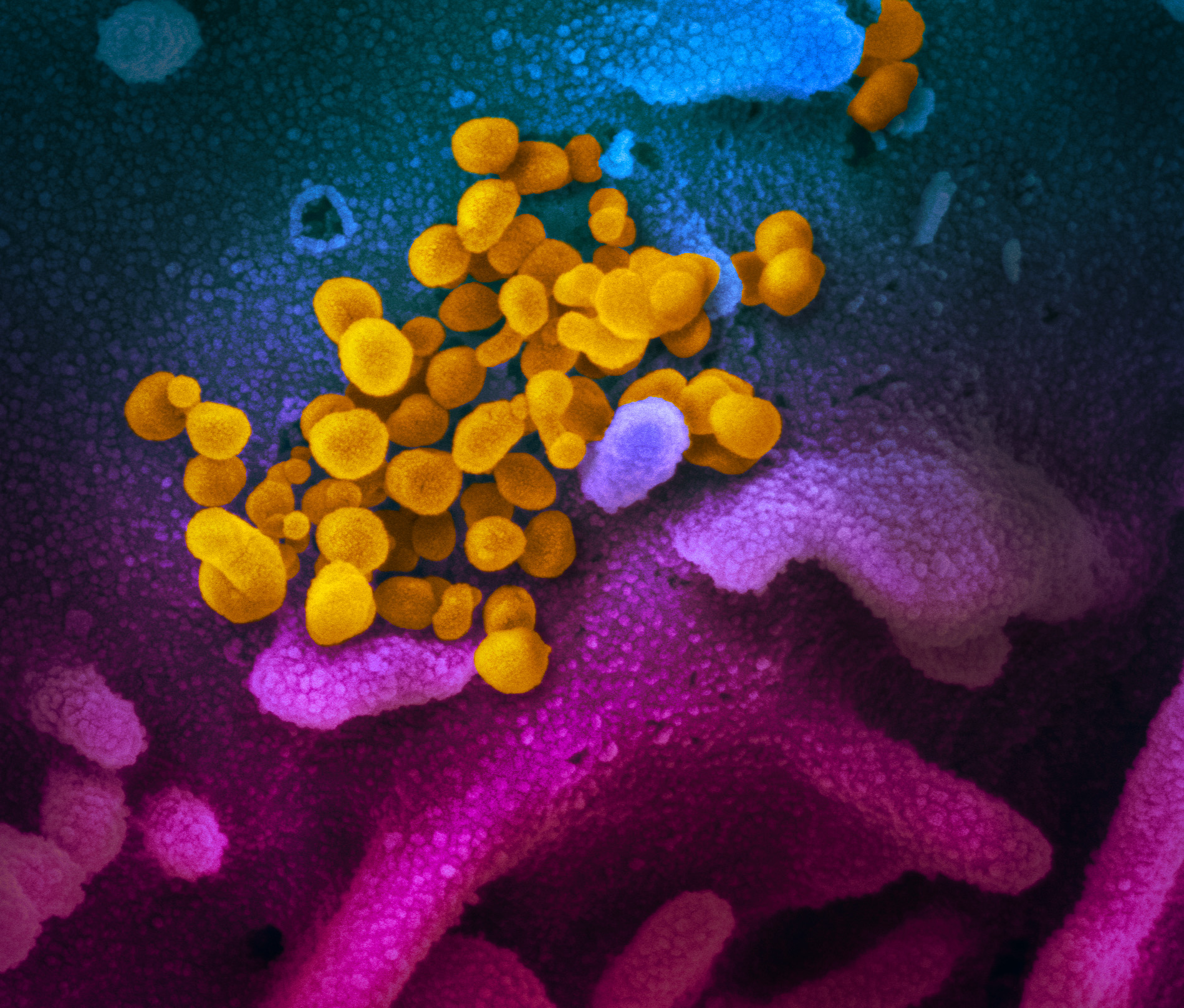
صورة بالمجهر الإلكتروني مولنة لفيروسات سارس 2 (بالأصفر) خارجة من خلايا بشرية.
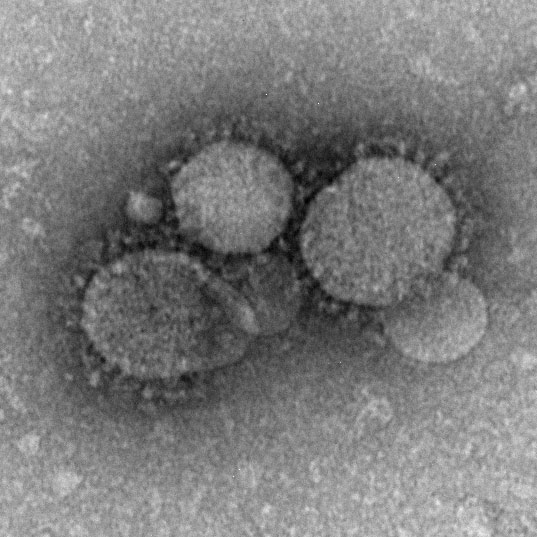
متلازمة الشرق الأوسط التنفسية-فيروس كورونا تحت المجهر الإلكتروني.
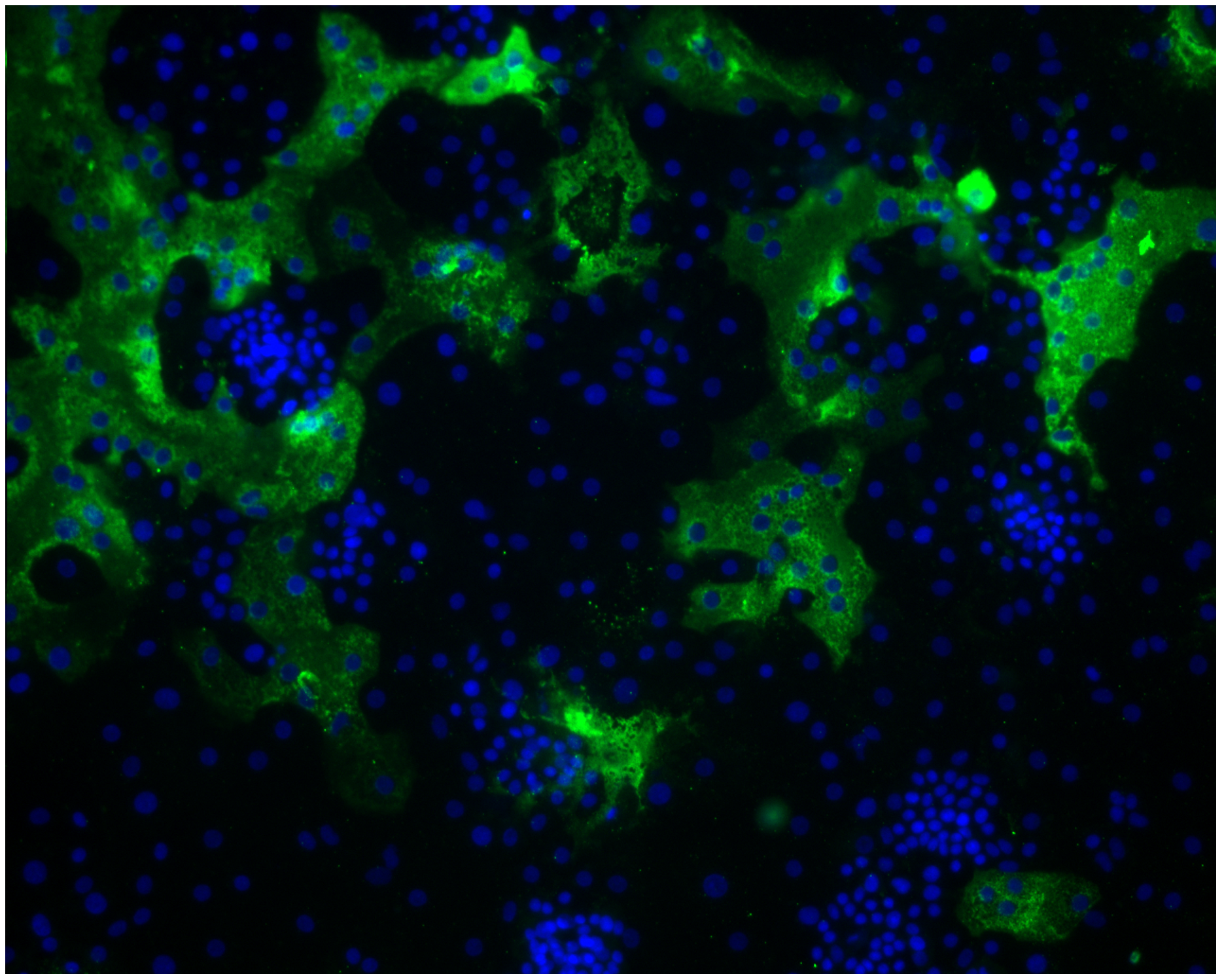
تشكل فيروس كورونا البشري HKU1 المُسبب لأعراض الزكام في البشر.